# Capitalismo rosa

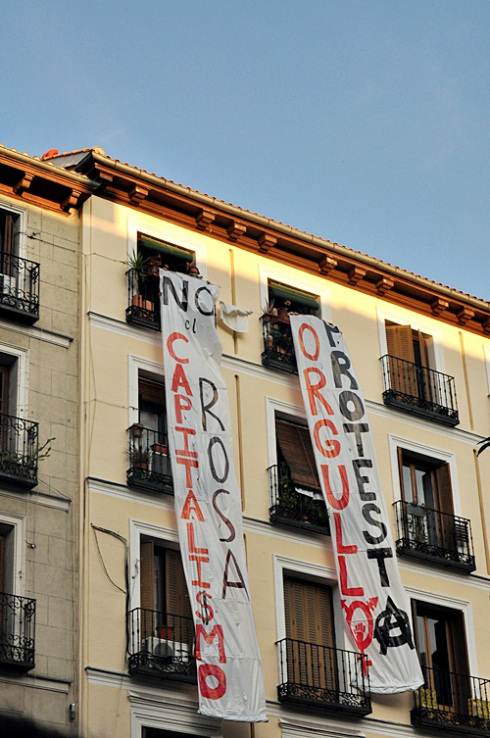
Pancartas contra la mercantilización del Orgullo LGBT en Chueca (Madrid): No al capitalismo rosa y Orgullo es protesta.

El capitalismo rosa (a veces también llamado gaypitalismo, capitalismo gay o capitalismo arcoiris) es un término utilizado para designar, desde una perspectiva crítica, la incorporación de los discursos del movimiento LGBT y la diversidad sexual al capitalismo y a la economía de mercado, incluyendo especialmente el modelo de hombre gay, cisgénero, occidental, blanco y de clase media-alta.
Consiste en la obtención de unos mayores beneficios al incorporar al consumo a sectores de la población tradicionalmente discriminados, pero que han adquirido un poder adquisitivo suficiente, el denominado dinero rosa, como para generar un mercado específico enfocado a la comunidad gay, como bares y discotecas, turismo homosexual o consumo cultural especializado.
Mientras que la configuración de espacios para el consumo LGBTI puede ser visto como una oportunidad para la homosocialización, el hecho de definir patrones de consumo provoca una asimilación de la diversidad sexual hacia patrones sexuales y de comportamiento aceptados socialmente, como la monogamia, el interés por la moda dominante o la definición de estéticas corporales fijadas por cánones publicitarios. El concepto es con frecuencia utilizado en relación con los de homonormatividad y homonacionalismo.

## Contexto histórico
Según algunos autores, en términos globales, la evolución del capitalismo rosa ha sido de alguna forma paralela al desarrollo del propio capitalismo moderno en Occidente. Si bien siempre han existido sexualidades diversas, pueden distinguirse tres períodos en el desarrollo del mercado y negocios dirigidos a la comunidad LGBTI, contribuyendo éstos a su vez a la construcción de las diversas identidades sexuales:

### Fase clandestina

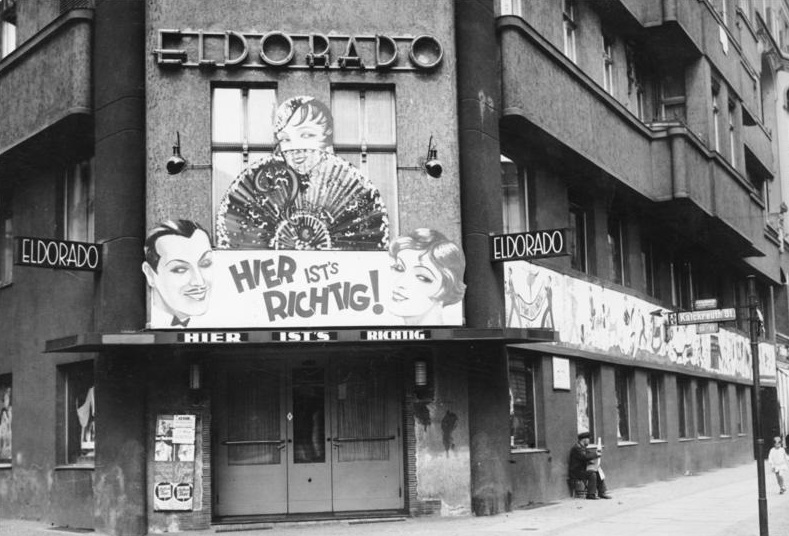
Club LGBT Eldorado en Berlín (Alemania) durante los años 1920.

Desde las últimas décadas del siglo XIX ya existían en algunas ciudades de Europa y Estados Unidos bares, cabarets o prostíbulos clandestinos dirigidos especialmente hacia el público homosexual. Las personas LGBT eran frecuentemente perseguidas, aunque comenzaba una primera ola de lucha por los derechos LGBT que llegó incluso a publicar algunas revistas de temática homosexual. Sin embargo, este primer movimiento LGBT quedó desintegrado por la Primera y Segunda Guerra Mundial y el auge del fascismo en Europa.

### Fase de creación de comunidades
Tras la Segunda Guerra Mundial se inicia de forma general una época de transición en las sociedades occidentales, tremendamente influidas por la homofobia de los fascismos. Aunque los lugares y el consumo LGBTI siguen siendo marginales, durante esta época se crean diversas asociaciones incluidas dentro del movimiento homófilo que buscan la valoración positiva de la homosexualidad por parte de la sociedad a través de encuentros, publicaciones o fiestas benéficas, contrapuestas a los comportamientos considerados marginales y perversos como la promiscuidad, el cancaneo, la prostitución, las saunas o las revistas eróticas.

### Fase de integración en la cultura de masas
Los disturbios de Stonewall de 1969 marcan el comienzo del movimiento de liberación LGBT, caracterizado por la visibilidad pública y por los objetivos de despenalización de la homosexualidad y de la integración social y política, aunque con una respuesta marcada por la pandemia de VIH/sida y una sociedad homofóbica y puritana que desembocó en el desarrollo de lo queer por parte de los grupos discriminados.
A partir de los años 90, mediante el progresivo logro de derechos y aceptación social, la discriminación que sufrían las personas abiertamente LGBT fue disminuyendo, ampliando la posibilidad de acceso a puestos de trabajo tradicionalmente heteronormativos, lo que trajo consigo un aumento del poder adquisitivo del colectivo LGBT, fundamentalmente el de los gais; muy relacionado con la tendencia de los dinkies, parejas con dos salarios y sin hijos. Estos procesos son palpables en la dinámica que han sufrido los barrios gais, que habiendo comenzado por ser marginales y degradados, atrajeron a la población LGBT por sus bajos precios y la seguridad que brindaba convivir con otras minorías sexuales. Estos barrios, tras ser rehabilitados en gran medida gracias a la comunidad LGBT y ponerse de moda, paulatinamente han sufrido procesos de gentrificación que suben los precios y expulsan a la población LGBT que no puede asumir los nuevos costes.
Paralelamente a estos procesos, se ha ido desarrollando un mercado cada vez más especializado en torno al colectivo LGBTI, que atiende específicamente sus necesidades mediante la venta de servicios y productos exclusivos. Finalmente, la tendencia social genera que también distintas compañías y firmas acaben por incorporar la defensa de los derechos LGBT a sus políticas de empresa y códigos de conducta, llegando a financiar eventos LGBT.

En España ni la redefinición viril de la homosexualidad, ni la extensión del modelo gay, se realizan desde el activo movimiento homosexual de la época. […] La penetración del nuevo modelo se lleva a cabo por canales privados: por empresarios/as que reproducen miméticamente instituciones homosexuales ya presentes en otros países.[…] La institucionalización del universo homosexual «implica una búsqueda de la eficacia y de la economía que comporta, al tiempo, la maximización del rendimiento (expresado cuantitativamente en número de compañeros y orgasmos) y la minimización de los costos (pérdida de tiempo y rechazo de las propuestas)». Ese tipo de valoración de las relaciones sociosexuales es característica del modelo gay, y tiene su origen en la formación de un mercado sexual concentrado.
El modelo gay. La sociedad rosa. p. 82-84

## Mecanismos
Si bien es probable que sin la legitimidad dada por el modelo capitalista de consumo no se hubieran conseguido algunos derechos civiles y políticos en ciertas partes del mundo occidental, la consecución de éstos ha sido a costa de la integración del colectivo LGBT en un marco vital y consumista heteronormativo. En este sentido, el capitalismo rosa no es muy diferente al capitalismo patriarcal postfordista, desde el cual se ha impulsado la integración de las mujeres al mundo del trabajo productivo mientras que se ha obviado estimular la incorporación de los hombres al trabajo reproductivo.

### De la liberación sexual al ideal de hombre gay
Desde una mirada histórica, existe un paralelismo en el proceso de liberación sexual y el paso de un sistema económico que necesitaba trabajadores a uno que necesita consumidores: las prácticas sexuales no reproductivas como la masturbación, la sodomía o la homosexualidad estaban prohibidas o estigmatizadas por no generar descendencia que era necesaria para mantener el sistema económico, pero paulatinamente el proceso de mecanización del trabajo ha posibilitado el paso a un sistema que ya no necesita tantos trabajadores que mantengan la oferta como consumidores que aseguren la demanda, relajando la presión sobre la sexualidad y posibilitando la tolerancia hacia otras formas de erotismo.
Sin embargo, la incorporación de la diversidad sexual al modelo capitalista no se hace por tener este un carácter social, sino por la posibilidad de clientes que aumenten la plusvalía. Pero debido a que el acceso a la plusvalía es desigual, el sistema en sí mismo produce exclusión, haciéndolo incompatible con la igualdad, la libertad y el feminismo. Es común advertir cómo el discurso dominante elogia a las mujeres o a los gais que consiguen puestos de poder, conectando con la ideología de la meritocracia, el individualismo y la competitividad, mientras que justifica que otros no hayan conseguido estos puestos de poder porque no se hayan esforzado lo suficiente, culpabilizándolos de alguna forma; cuando la razón de que otras personas no puedan acceder a puestos de poder proviene del mismo hecho de que existan puestos de poder que son exclusivos y excluyentes.
Por otro lado, la sociedad capitalista no ha aceptado a todas las personas sexo-diversas por igual. Tanto mayor tolerancia social existe cuanto mayor acceso a recursos tengan esas personas, estando la orientación sexual y la identidad sexual coligadas a las cuestiones de género, etnia y clase social. Por tanto, en general son los hombres gais, cisgénero, occidentales, blancos, urbanos y de clase media o alta los que están aceptados dentro del marco social de consumo. Además, este marco promueve una identidad homogénea y heteronormativa del ideal de hombre gay, que tiene una determinada belleza, un cuerpo  musculado e hipersexualizado, un comportamiento masculino, éxito profesional y un poder adquisitivo concreto, estableciendo qué cuerpos son deseables y cuáles no; lo que conlleva a que se desplacen y marginen, incluso desde el propio colectivo gay, a hombres con pluma o que no se encuadran dentro de este modelo estético.

En el período pre-gay la juventud es un valor de cambio sexual, pero las personas mayores homosexuales no son estigmatizadas. Con la extensión del modelo gay y la institucionalización que ello comporta se forma un mercado sexual en el que uno de los bienes más apreciados para el intercambio sexual, además de la virilidad, es la juventud. La sobrevaloración de la juventud que impone el estilo gay implica una minusvaloración del varón adulto maduro.
El modelo gay. La sociedad rosa. p. 93

El cineasta homosexual italiano Pier Paolo Pasolini estaba en contra del movimiento LGBT por entender que beneficiaba al capitalismo.

### Derechos simbólicos y materiales

Situación legal de las uniones entre personas del mismo sexo en Europa:
Matrimonio igualitario
Uniones civiles
Sin reconocimiento
Matrimonio igualitario prohibido constitucionalmente

Si bien, dentro de este marco capitalista y dependiendo del país, se han conseguido algunos derechos simbólicos como el acceso al matrimonio igualitario o el reconocimiento de la identidad de género, estos derechos están subordinados a los recursos, a la renta de la persona y a su posición social. Los derechos simbólicos deben por tanto estar soportados primero por derechos materiales que garanticen una vida digna, ligando la cultura y lo social a la economía y lo material.

A los gays había que respetarnos no porque ese fuese un derecho legítimo, sino porque éramos un lucrativo negocio. A los gays no había que respetarnos, sino explotarnos, venía a decir el concepto gaypitalista. Era esa la igualdad del capitalismo, del gaypitalismo; éramos iguales como consumidores explotados en tanto pudiésemos pagar esa igualdad.
Adiós, Chueca. Memorias del gaypitalismo: la creación de la «marca gay».. p. 166

En este sentido, la tendencia ha sido a que el movimiento gay no haya definido la agenda política, sino al revés, adaptándose a los esquemas heteropatriarcales y heteronormativos definidos desde la óptica capitalista tradicional, incorporando la visión social de familia, propiedad, cuerpo, organización económica o vivencia sexual desde los esquemas heterosexuales. No se ha problematizado la matriz donde se insertan los derechos LGBT. Por ejemplo, se ha luchado por conseguir el matrimonio igualitario, sin cuestionar el concepto de matrimonio, su historia, si es necesario en la sociedad o si otros tipos de matrimonio son posibles, convirtiéndose la lucha por el matrimonio igualitario, sostenida por el ideal de amor romántico, en la meta prioritaria del movimiento LGBT que hace parecer que no exista nada más por lo que luchar, deteniendo de esta forma la emancipación sexual a través de una condena moralista de la sexualidad libre.

### Política y movimiento LGBT
Con todo ello, y contrariamente a las ideas de igualdad, históricamente la izquierda política ha tratado al movimiento LGBT (al igual que pasó con el feminismo) como extravagancia o como singularidades culturales que fragmentaban su agenda política, sin atender a las necesidades específicas de las personas no-heterosexuales y reduciendo sus problemas a los del resto de la clase obrera. Sin embargo, la feminización de la pobreza se recrudece en las lesbianas y transexuales o los gais afeminados quedan relegados a trabajos no cualificados por no participar de cierta masculinidad patriarcal. No obstante, los primeros movimientos políticos defensores de la libertad sexual se encuadraban dentro de la izquierda radical, como el anarquismo y sólo tardíamente las reivindicaciones del colectivo LGBT se integraron en la lucha política de la izquierda más moderada, cuando la hegemonía cultural capitalista comenzó a incorporar al colectivo gay.
Hoy en día se observa que el movimiento LGBT se está despolitizando y a la vez está siendo utilizado cada vez más con objetivos políticos y económicos, es decir, una vez conseguidos ciertos derechos simbólicos, las reivindicaciones del colectivo LGBT se desdibujan, pero desde el ámbito político y económico se utilizan con otros fines, como el lucro que supone la celebración de la Marcha del Orgullo LGBT que queda relegada a un espectáculo, la exigencia de protección de los derechos LGBT para dar ayudas a países en desarrollo, o el uso de la igualdad LGBT para respaldar posiciones racistas y xenófobas de partidos de ultraderecha. De esta forma, se está haciendo que el colectivo LGBT, tradicionalmente crítico con el Estado, respalde el homonacionalismo, es decir, se sienta identificado con los países que defienden posiciones favorables a la igualdad LGBT y demonizando a otras culturas, especialmente la islámica, además de ser favorable a apoyar políticas neocolonialistas y olvidando la homofobia, la transfobia y el machismo que siguen existiendo dentro del mundo occidental.

## Movimientos de protesta  actuales

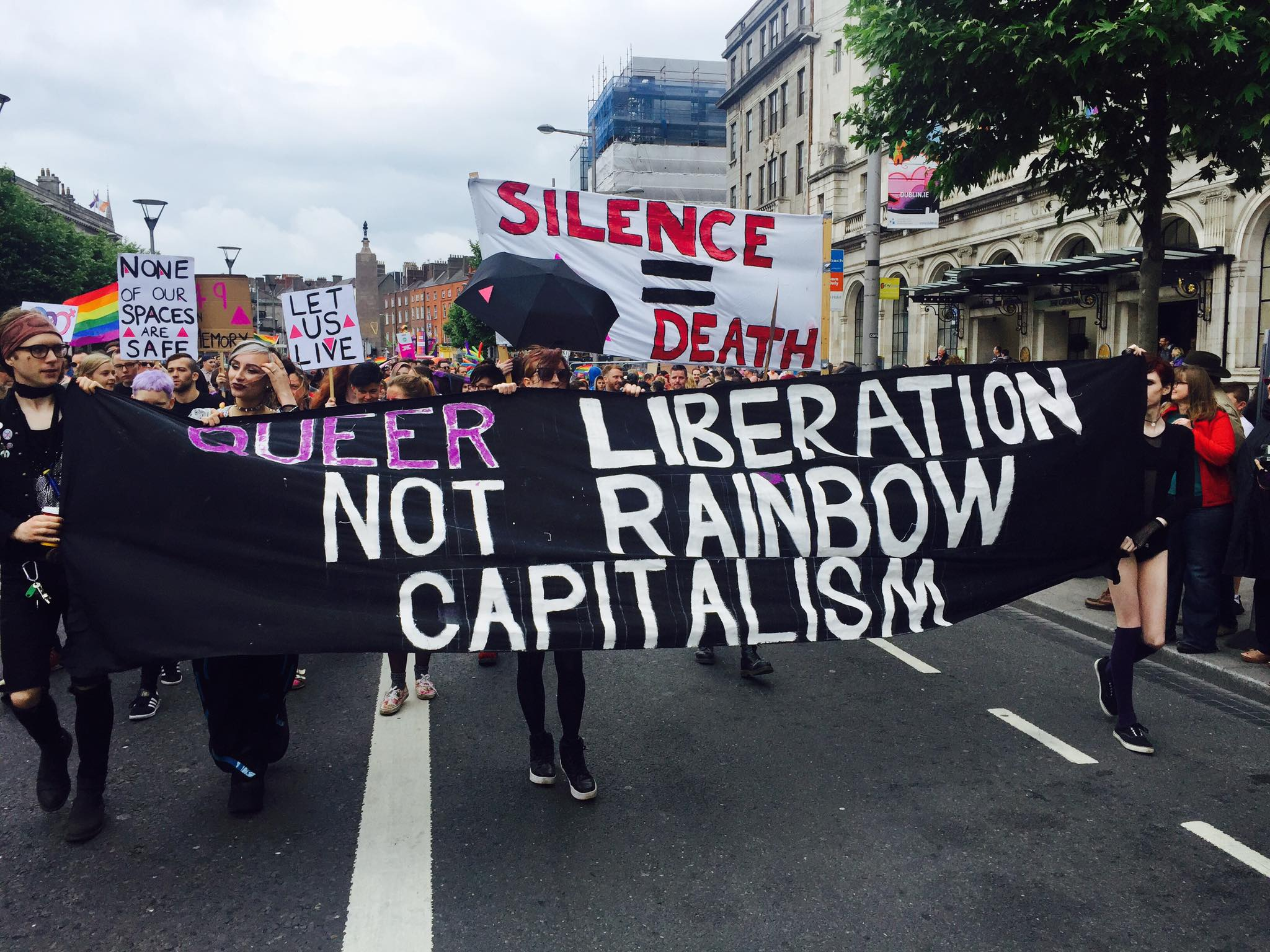
Bloque queer protestando contra el capitalismo arcoíris durante el Orgullo de Dublín 2016.

En numerosos lugares del globo existen desde hace décadas grupos políticos que denuncian el capitalismo rosa y la mercantilización de los derechos LGBT, visibilizándose en muchas ocasiones como bloques de protesta (bloques queer o rosas) dentro de las manifestaciones del Orgullo LGBTI, aparte de llevar a cabo otras acciones.

### En España
En España desde el surgimiento del 15M, diversos colectivos han llevado a cabo manifestaciones y reivindicaciones reclamando una sexualidad para todas las personas que no esté supeditada a intereses políticos y económicos.

#### Orgullo Crítico

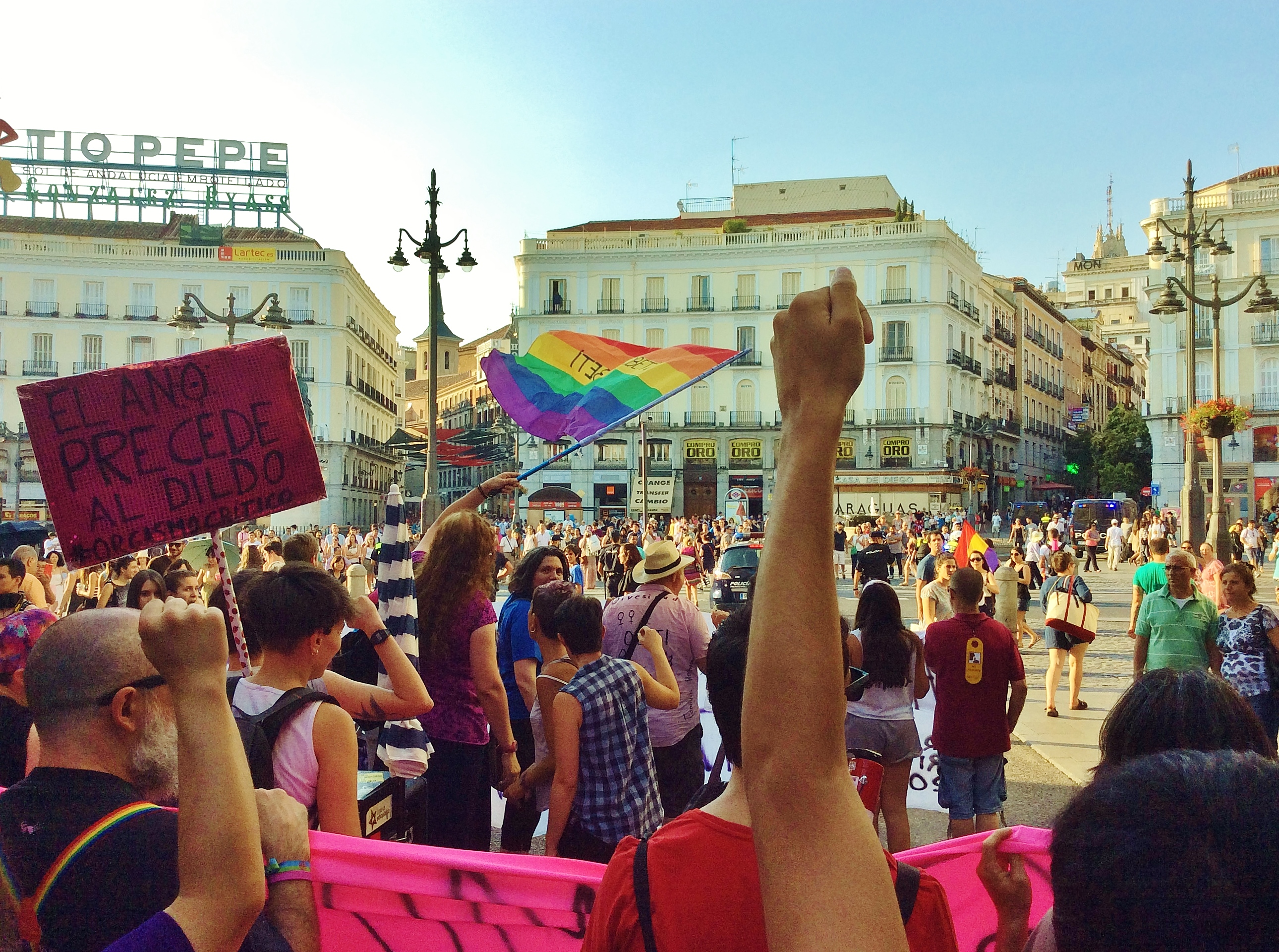
Manifestación del Orgullo Crítico 2015 a su llegada a la Puerta del Sol (Madrid).

Tras la aprobación del matrimonio igualitario en España, la Marcha del Orgullo LGBT ha sido criticada por dejar de ser una manifestación reivindicativa para pasar poco a poco a ser un negocio turístico.
Desde 2006 venían celebrándose anualmente en algunos barrios periféricos de Madrid, como Vallecas, manifestaciones en contra de la mercantilización del movimiento LGBTI, denominándose Orgullo Alternativo u Orgullo Crítico, retomando el día 28 de junio como eje central de acción. En 2011, tras el éxito de las protestas del movimiento 15-M, desde varios colectivos implicados surge la cuestión de la adaptación de las demandas planteadas a la realidad LGBT. De esta forma se organiza el primer Orgullo Indignado, con diversas actividades para reclamar una sexualidad diferente al margen del rendimiento económico que tenga en cuenta las interseccionalidades de género, etnia, edad y clase social además de la reivindicación de otras corporeidades no normativas.
Más tarde, este evento vuelve a denominarse Orgullo Crítico, recogiendo las demandas anteriores además de reivindicaciones en contra del capitalismo rosa y al margen del Orgullo oficial. En 2017, ante la celebración en Madrid del Orgullo Mundial, se conformó la  Plataforma Orgullo Crítico Madrid 2017 con el fin de visibilizar durante todo el año diversos aspectos relacionados con la mercantilización e instrumentalización de la diversidad sexual.
Distintos movimientos en otras ciudades, como Barcelona, Sevilla o Zaragoza también organizan otros eventos en este mismo sentido.

#### Octubre Trans
También en 2011, el impulso del 15M recoge la estela de las manifestaciones de octubre por el Día Internacional de Acción por la Despatologización Trans, que se venían desarrollando en Madrid y Barcelona en los años previos, para coordinar una serie de eventos que reivindicasen el espacio social para otras identidades que no encajasen dentro del esquema binario de género. De esta forma, cada octubre, se organizan diversas actividades englobadas dentro del Octubre Trans con un cuestionamiento hacia el heteropatriarcado y el capitalismo rosa.

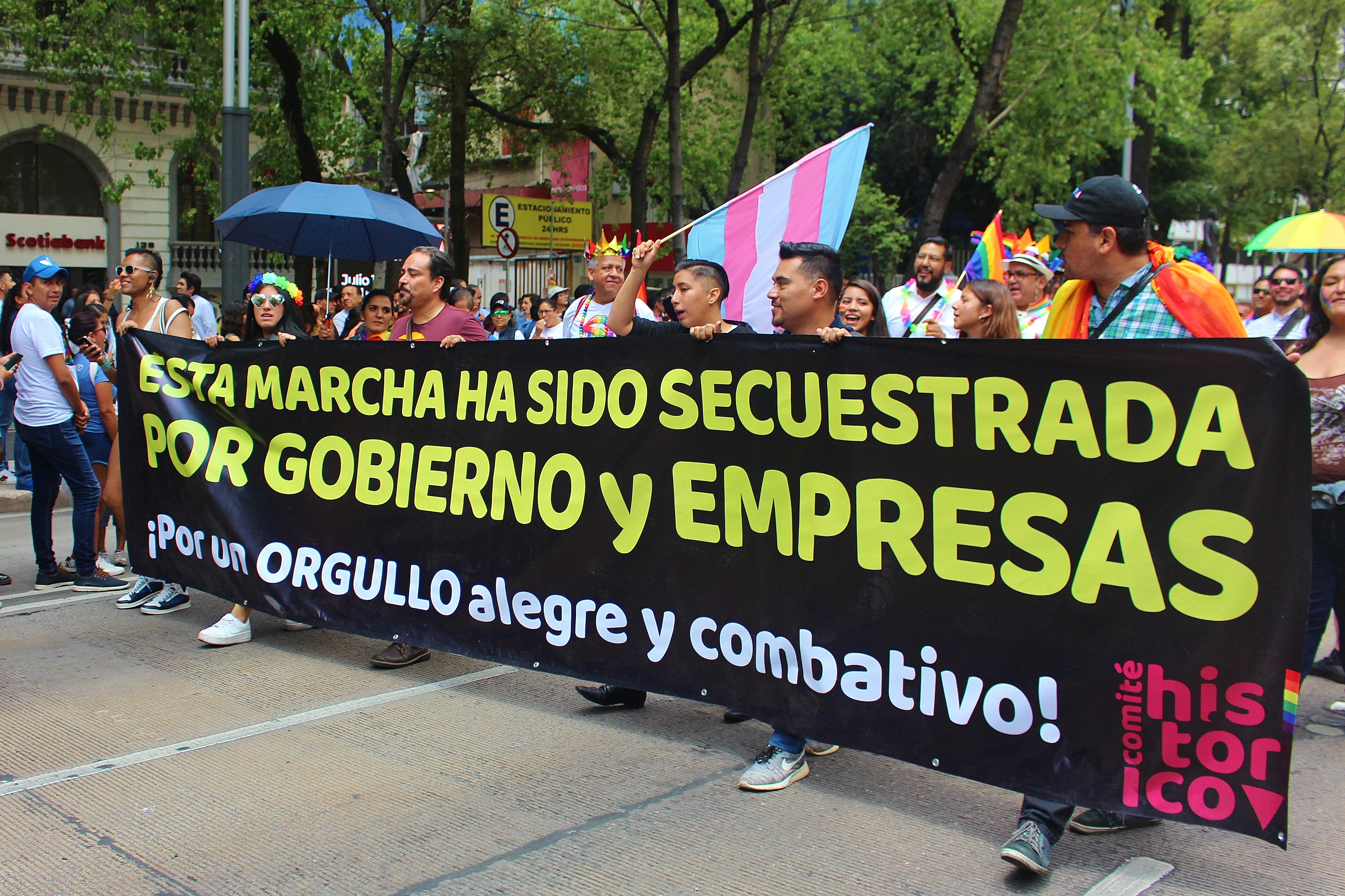
Comité Histórico de la Marcha del Orgullo de México protestando en contra de la participación de empresas en las manifestaciones del orgullo. (2016)